# Guillaume-Thérèse-Antoine Degeorge
Pour les articles homonymes, voir Degeorge.
Guillaume Thérèse Antoine Degeorge, ou Guillaume Degeorge, est un architecte français né à Clermont-Ferrand le 13 décembre 1787 et mort à Lempdes le 5 janvier 1868,.

## Biographie
Guillaume Degeorge est le fils d'un avocat, Annet François Degeorge, qui fut plus tard (1831-1841) juge de paix à Clermont-Ferrand, et de Gilberte Vigeral, fille d'un notaire de Vertaizon. Il a été l'élève de Charles Percier et à l'École des beaux-arts le 1er janvier 1809. Il participe pour la dernière fois au Concours de Rome en mai 1816.
Il est d'abord architecte à Clermont-Ferrand, puis à Riom à partir de 1824. Architecte du département du Puy-de-Dôme, il réalise le nouveau palais de Justice à partir de 1824, jusqu'en 1841. Il a succédé à Claude-François-Marie Attiret. Il réalise le château d'eau de Riom entre 1829 et 1832.

## Constructions
- Cour d'appel de Riom, de 1824 à 1841. Ayant des problèmes de santé, il est remplacé par Agis-Léon Ledru (1816-1885) en 1848.
- Fontaine du Château d'eau de Riom